# 菲利普·施蒂尔
菲利普·施蒂尔（德語：Philipp Stüer，1976年10月20日—），德国男子赛艇运动员。他曾代表德国参加世界赛艇锦标赛，获得二枚金牌、二枚银牌和一枚铜牌。他也参加了2004年夏季奥运会。